# Снова Бейрут
«Снова Бейрут» (англ. «Beirut Is Back») — второй эпизод второго сезона американского драматического телесериала «Родина», и 14-й во всём сериале. Премьера состоялась на канале Showtime 7 октября 2012 года.

## Сюжет
Кэрри (Клэр Дэйнс) встречается со своим агентом, Фатимой Али (Клара Хоури), после пятничной молитвы в мечети. Фатима раскрывает, что она готова перебежать в Соединённые Штаты, и даёт Кэрри время и место, в котором её муж, командир округа Хезболлы Аббас Али, будет встречаться с Абу Назиром (Навид Негабан). Кэрри встречается с Солом (Мэнди Патинкин) на явочной квартире и они передают новости Эстесу (Дэвид Хэрвуд) через Skype. Эстес расспрашивает Кэрри о надёжности наводки, и Сол предполагает, что информация может быть и фальшивой, и что их людей ведут в засаду. Для Кэрри становится ясно, что Сол и Эстес не доверяют её мнению.
Семья Броуди приходят на приём, где Уолдены тоже присутствуют. Вице-президент Уолден (Джейми Шеридан) сообщает Николасу Броуди (Дэмиэн Льюис), что один из ядерных объектов Ирана уцелел после воздушной атаки, но не хочет предпринять дальнейшие действия, поскольку его срок истекает. Уолден просит Броуди поговорить с министром обороны, чтобы попытаться убедить его, что необходимо принять срочные меры. Между тем, семья Броуди ещё больше втирается в доверие к Уолденам, когда Синтия Уолден (Талия Болсам) приглашает Джессику (Морена Баккарин), чтобы она стала соведущей на сборе средств с ней, и Дана (Морган Сэйлор) забегает к Финну Уолдену (Тимоти Шаламе) и берёт симпатию к нему.
Сол беседует по телефону с Эстесом о том, стоит ли попытаться захватить Абу Назира, и разговор доходит о надёжности Кэрри, и было ли это хорошей идеей посылать её в Ливан. Кэрри слышит весь разговор и у неё начинается нервный срыв. Она идёт на крышу явочной квартиры, где Сол находит её. Кэрри признаётся, что она больше не доверяет своей интуиции после того, как она сильно ошиблась насчёт Броуди. Она признаёт, что в своём нынешнем состоянии, ей нельзя доверять, но той самой Кэрри восемь лет назад можно доверять, и она та самая, которая завербовала Фатиму, завоевала её доверие, помогла ей пройти через страшные испытания, и не сомневается в информации, которую ей предоставила Фатима. Немного подумав, Сол даёт зелёный свет миссии по захвату Абу Назира.
Поскольку встреча скоро состоится, Уолден приглашает Броуди в оперативный пункт, где он и несколько других чиновников смотрят видео операции. Как только Броуди понимает, что происходит, он тайно отправляет текстовое сообщение, содержащее "1 мая", Абу Назиру. Когда Абу Назир выходит из своей машины, один из его людей показывает ему текстовое сообщение, когда отряд Дельта готовится открыть огонь. Назир запрыгивает обратно в машину и успешно сбегает, в то время как двое его лейтенантов, включая Аббаса Али, убиты.
Сол и Кэрри останавливаются, чтобы подобрать Фатиму Али, чтобы благополучно доставить её в Соединённые Штаты. Не подчиняясь приказам Сола, Кэрри настаивает на разграблении квартиры Фатимы, чтобы посмотреть, что хранил там её муж. Она собирает все соответствующие документы, которые ей удаётся найти, и засовывает их в сумку, в то время как разъярённая толпа собирается вокруг Сола и Фатимы, находящихся в машине, заставляя их уехать. Кэрри замечают четверо мужчин, которые начинают стрелять по ней и гоняться за ней по зданию. Ей чудом удаётся спасти свою жизнь, вырубив одного из мужчин кирпичом. Кэрри удаётся вернуться в машину, где она передаёт свои находки разъярённому Солу.
Броуди выпивает с несколькими из своих друзей, бывших морпехов, включая Майка (Диего Клаттенхофф) и Лодера (Марк Менчака). Они настаивают на том, что в истории о Уокере чего-то не договаривается, и они ищут ответы; Лодер указывает на то, что Уокер был гораздо лучшим стрелком среди них, но три раза промахнулся в день саммита, и что его смерть так и остаётся загадкой. Они теоретизируют, что Уокер должно быть работал с кем-то ещё, и что его атака служила отвлекающим манёвром для чего-то ещё. Броуди резко отвечает, что Уокер был просто предателем, и что его атака не привела к чему-то большему.
Сол готовится отправить документы Аббаса в Лэнгли и обнаруживает потайное отделение в сумке. Внутри отделения он находит карту памяти. Посмотрев её содержимое, Сол поражён находкой видео с признанием, которое Броуди подготовил до его прекращённого суицидального взрыва.

## Производство
Сценарий к эпизоду был написан исполнительным продюсером Чипом Йоханнссеном, режиссёром стал исполнительный продюсер Майкл Куэста.

### Продакт-плейсмент
Продакт-плейсмент сервиса IP-телефонии, Skype, который используется ЦРУ, подвергся критике за то, что является недостоверным скрытым способом связи..

## Реакция

### Рейтинги
Во время оригинального показа эпизод собрал у экранов 1.66 миллиона зрителей.

### Реакция критиков
Джеймс Понивозик из «TIME» назвал его "другим напряжённым и захватывающим эпизодом", и высоко оценил взаимодействие между Клэр Дэйнс и Мэнди Патинкином. Понивозик описал заключительную сцену как "подлинным, потрясающим зрелищем вне левой стороны поля, и знаком того, что «Родина» не просто собирается консервативно управлять своей историей, чтобы продолжать затягивать её настолько, насколько возможно".
Скотт Коллура из IGN оценил эпизод на 9 из 10, отметив, что "«Родина» толкает сюжет вперёд, даже тогда, когда герои копают вглубь нашей психики."
Крис Харви из «The Daily Telegraph» дал эпизоду оценку 4 из 5, утверждая, что он вернул сериал "назад в коже-покалывающий уровень напряжения, который мы привыкли ожидать от этого превосходного триллера".

## Споры
В октябре 2012 года, Правительство Ливана пообещало судебный иск против продюсеров шоу за изображение Бейрута как города с грязными узкими улочками и убежища для террористов.